# إلاديو روخاس
إيلاديو البيرتو روخاس دياز (بالإسبانية: Eladio Rojas)‏(8 نوفمبر 1934، في تييرا أماريلا - 13 يناير 1991، في فينيا ديل مار) هو لاعب كرة قدم تشيلي سابق لعب كلاعب خط وسط في أندية إيفرتون وكولو كولو التشيلي، ريفر بليت الأرجنتيني، والمنتخب التشيلي لكرة القدم في كأس العالم 1962. سجل روخاس هدف الفوز لمباراة تشيلي في الدقيقة 90 ضد يوغوسلافيا في مونديال 1962. ضمن هدفه المركز الثالث في كأس العالم للمضيفين، وهو أفضل إنجاز لتشيلي في البطولة حتى الآن. كان روخاس أيضًا لاعبًا أساسيًا في فرق ريفر بليت في الستينيات التي تنافست على لقب الدوري الأرجنتيني. بينما لم يفز روخاس باللقب، تمكن ريفر بليت من احتلال المركز الثاني في عامي 1962 و1963 وكذلك المركز الثالث في عام 1964.

## فرق
- إيفرتون 1954-1962
- ريفر بليت 1962-1965
- كولو كولو 1965-1967
- ايفرتون 1967-1968

## الحياة الشخصية
ابن عمه، ليونيل هيريرا روخاس، لاعب تاريخي لكولو كولو والمنتخب التشيلي. كذلك ابنه ليونيل هيريرا سيلفا الذي سجل في نهائي كأس ليبرتادوريس عام 1991 لفريق كولو كولو.

## انجازات

### على مستوى النادي
ريفر بليت
- كأس مدينة بوغوتا (1): 1964
- كأس الاخوة الايبيرية الامريكية (1): 1964

### على المستوى الدولي
شيلي 
- المركز الثالث في كأس العالم FIFA (1): 1962
- كأس أوهيغينز (1):

## وصلات خارجية
- إلاديو روجاس على موقع الاتحاد الدولي (مؤرشف)  (الإنجليزية)
- إلاديو روجاس على موقع قاعدة بيانات كرة القدم.إي يو (الإنجليزية)
- إلاديو روجاس على موقع ناشيونال فوتبول تيمز (الإنجليزية)
- إلاديو روجاس على موقع عالم كرة القدم.نت (الإنجليزية)
- الملف الشخصي في ملف تعريف FIFA.com